# 楊正光
楊正光（Yeung Ching Kwong，1976年5月7日—），生於香港，已退役香港足球運動員，持有亞洲足協A級足球教練牌照，曾任香港超級聯賽球隊南華及東方和香港飛馬總教練，又在2013年，以主教練身份帶領香港U16歷史性躋身亞少杯決賽周，2016年在中國甲組聯賽球會梅州客家擔任助理教練，兼任球隊翻譯，成為首位任職於中國球會教練團的香港球壇中人。曾擔任傑志足球學院資深青訓教練。

## 球會生涯
楊正光生於香港，中學就讀於香港島體育名校聖若瑟書院讀至中四便輟學，並轉到裘錦秋中學（葵涌）完成學業。1993年年僅17歲的楊正光便於傑志開始其甲組球員足球生涯，之後效力過駒騰。1995年，楊正光加盟南華，惟隨即被外借給東方，當屆東方放走大部分主力改組「青春班」，楊正光獲得重用，季初表現搶鏡，被譽為山度士接班人。1997年東方降班，才被南華收回，正式「上山」。楊正光於2008/09年度球季，以借用身份加盟甲組新軍天水圍飛馬。2009年1月29日，再被借往另一支甲組球會東方。球季結束後，正式轉會天水圍飛馬擔任球員兼青訓教練。

## 教練生涯
2010年7月，楊正光獲得委任為香港聯賽選手隊助理教練。2013年9月，楊正光以主教練身份帶領香港U16歷史性躋身亞少杯決賽周，堪稱功勳教頭。2013年12月，在港足教練團工作的楊正光，重返南華出任副領隊，負責技術層面的工作。2014年2月17日，接替辭職的張寶春，擔任南華的總教練一職，執教至該季季尾。2014年12月15日，南華足主張廣勇召開記者會，宣布楊正光離任，由阿根廷籍教練馬里奧接任主教練一職。 及後轉任香港U15主教練及香港隊助理教練。2014年12月29日，東方於社交網站公佈楊正光加盟東方教練團，主要負責球賽數據分析及協助傷患球員恢復狀態。2015年6月9日，東方於社交網站公佈楊正光正式轉任為主教練。2015年6月16日後離任港隊教練職務。2015年12月8日，梅州客家於社交網站宣佈正式聘用楊正光，擔任助理教練，兼任球隊翻譯。2017年3月，楊正光因家庭理由將與梅州客家提前解約返港。同年3月31日香港飛馬宣布楊正光成為球隊的助教，直到2017/18球季宣佈接替離隊的奇雲邦特任球隊教練。2018年6月，楊正光成为富力R&F主教練，至2020年10月富力R&F棄戰港超散班。
2023年6月，楊正光相隔三年再次執教港超聯球隊，成為冠忠南區主教練。2025年1月27日，楊正光宣告即時離任。
有空閒時間和盧均宜、朱兆基等球員執教葵青區中學裘錦秋中學（葵涌）的足球校隊。

## 家庭生活
楊正光結婚後，育有一子一女。婚後在葵涌和宜合道葵星中心居住。
兒時與父母住石籬邨，石籬邨因重建，全家搬往石蔭東邨與另一球圈球員林慶麟做街坊。
楊正光的妹夫為東方足球隊球員葉鴻輝。